# Pterospermum heterophyllum
Pterospermum heterophyllum är en malvaväxtart som beskrevs av Henry Fletcher Hance. Pterospermum heterophyllum ingår i släktet Pterospermum och familjen malvaväxter. Inga underarter finns listade i Catalogue of Life.